# Дарбханга
Дарбханга (гінді दरभंगा, англ. Darbhanga) — місто на півночі індійського штату Біхар. Адміністративний центр округу Дарбханга.

## Географія
Абсолютна висота — 38 метрів над рівнем моря. Середньорічна норма опадів — 1166 мм, майже всі вони випадають з травня по жовтень. Найбільш дощовий місяць — липень, найпосушливіший — листопад.

## Населення
За даними перепису 2001 року, населення міста становило 269 138 осіб. Чоловіки становлять 53 %, жінки — 47 %. Рівень грамотності — 64 % (72 % чоловіків і 56 % жінок). Частка дітей у віці до 6 років — 15 %. 71 % населення сповідує індуїзм; 27 % — іслам; 1,4 % — джайнізм; 0,2 % — християнство і 0,4 % — інші релігії. Основні мови населення: майтхілі та інші варіанти гінді, серед місцевих мусульман поширена урду.
| 1991    | 2001    | 2011    | 2013    |
| ------- | ------- | ------- | ------- |
| 218 391 | 267 348 | 306 089 | 330 015 |

## Транспорт
Є залізничне і автобусне сполучення з великими містами країни.

## Освіта
У Дарбханзі розташовані медичний і інженерний коледжі, а також низка інших навчальних закладів.